# Dolné Lefantovce
Dolné Lefantovce (allemand : Elefant ) , (hongrois : Alsóelefánt) est un village de Slovaquie situé dans la région de Nitra.

## Démographie

### Évolution de la population
| Année:               | 1994. | 2004. | 2014.   | 2024.    |
| -------------------- | ----- | ----- | ------- | -------- |
| Nombre de personnes: | 0     | 538   | 556     | 711      |
| Différence:          |       | –     | +3,34 % | +27,87 % |

| Année:               | 2023. | 2024.   |
| -------------------- | ----- | ------- |
| Nombre de personnes: | 717   | 711     |
| Différence:          |       | -0,83 % |